# ヘッドオブパッシーズの海戦
ヘッドオブパッシーズの海戦（ヘッドオブパッシーズのかいせん、英: Battle of the Head of Passes）は、南北戦争開戦から半年の1861年10月12日に、ルイジアナ州プラークミンズ郡ミシシッピ川デルタの先端近くで起こった海戦である。地元メディアから「モスキート艦隊」とも呼ばれたアメリカ連合国海軍のミシシッピ川防衛艦隊が、ヘッドオブパッシーズで停泊していた北軍海軍の封鎖戦隊を襲った。このモスキート艦隊には3隻の火船用筏が付いており、火を点けられ、装甲衝角艦CSSマナサスの後から戦闘に加わった。攻撃は10月12日早朝の月の入り後に始まり、北軍戦隊を潰走させた。北軍は算を乱してデルタの南西水路から逃げて行った。日の出後、南軍の海軍准将ジョージ・N・ホリンズはモスキート艦隊に上流に戻るよう命令を出した:84-94。

## 背景
ルイジアナ州は1861年1月26日にアメリカ合衆国から脱退した。2月21日には新設されたアメリカ連合国が海軍を設立した。アメリカ連合国海軍長官スティーヴン・マロリーがローレンス・ルソー海軍准将をニューオーリンズに派遣して海の防衛を監督させた。しかしその動きは、アメリカ連合国大統領ジェファーソン・デイヴィスによって損なわれることになった。デイヴィスは新しいアメリカ連合国の一般大衆に私掠免許を配ることを承認した。この免許を持っておれば、北軍の船を捕まえてアメリカ連合国政府から報奨金を得ることができ、ルイジアナの海に浮かんでいるものなら何でも、利益を期待する民間投資家が捕まえるられることを保証するものだった。ルソーは、それ以前にルイジアナの主要輸出品だった綿花をアメリカ連合国が禁輸措置にしたことで失われた収入を、取り戻そうと熱心な市民の後であたふたとするだけだった。ルソーは民間の川船6隻を買収して間に合わせの海軍に転換しただけだった。マロリーはこの不運なルソーに換えて、元アメリカ海軍のベテラン、ジョージ・N・ホリンズを起用して准将に任命し、1861年7月31日にニューオーリンズに派遣した。ホリンズは6隻の武装川船の場当たり的な集団を編成し、それを「モスキート艦隊」と名付けた。その動きはマロリーの装甲艦プロジェクトで邪魔された。マロリーはCSSルイジアナとCSSミシシッピという強力な装甲艦2隻を建造しようとしていた。このプロジェクトやマロリーが承認した他のプロジェクトは、モスキート艦隊にとってより多くの艦船を建造するために有用な資源の大半を使ってしまうことだった。マロリーはポンチャートレイン湖で任務に就く民間船2隻を購入できた。ホリンズはマロリーから支援を得られないままに、ニューオーリンズの防衛指揮については他の誰かと競合することになる可能性があった。
北軍海軍の方は、指揮系統と運営がより集中された形になっていた。サムター砦で南北戦争が始まり、海軍の行動が必然となると、従来からのスタッフや命令系統が時を移さず構築された。ウィンフィールド・スコット将軍が海上封鎖戦略を打ち出し、1861年4月19日にはエイブラハム・リンカーン大統領が封鎖宣言を出した。5月27日にUSSブルックリンがミシシッピ川デルタのアウターパスに到着し、封鎖が始まった。4月30日にはUSSポウハタンが南西パス沖に到着していた。これら艦船の到着時期はニューオーリンズの住民が予測していたよりも早く、中立の船舶は港から出て行くために15日間の猶予を与えられたときに恐慌状態となり、通常通りの事業という概念に反する現実が突きつけられた形になった。USSナイアガラとUSSミネソタが到着して、封鎖はより確固たるものになった。ナイアガラに乗艦していたのはウィリアム・W・マッキーン海軍大佐であり、ミシシッピ川封鎖戦隊の新しい指揮官だった。1861年10月10日、マッキーンは北軍艦船4隻にヘッドオブパッシーズを占領し、デルタ下流の出口を1か所で閉鎖するよう命じた。
ホリンズ准将にとっては時間が足りなかった。北軍艦隊がヘッドオブパッシーズの根元を占領するという見込みは耐えがたいものだった。そこは、ニューオーリンズにとって最後の防衛線であるジャクソン砦やセントフィリップ砦に攻撃を掛けるために都合の良い場所だった。これに反応したホリンズは旗艦のCSS カルフーンに乗艦し、ニューオーリンズから南に動きジャクソン砦でモスキート艦隊を集合させた。そこに着くと、CSSマクレイにアレクサンダー・F・ウォーリー海軍大佐の指揮する乗員を載せて派遣し、私掠船で装甲衝角艦マナサスをアメリカ連合国海軍のために無理やり徴発させた。その私掠船所有者の代表であるジョン・A・スティーブンソンは、その船が支配下から奪われることに衝撃を受けて、涙ながらに船を離れた。ホリンズは、自分のモスキート艦隊が、より大きな北軍封鎖戦隊の艦船に対しても幾らか対抗できる戦力になったので、冷静だった。10月12日の月の入り後の早朝、その艦隊を擁してヘッドオブパッシーズで北軍戦隊と対抗するために南に向かった。

## 戦闘

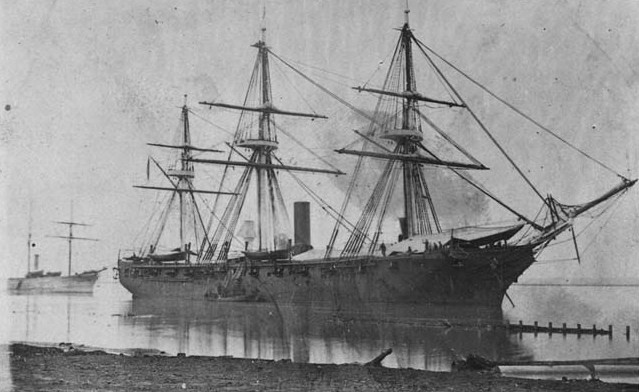
USSリッチモンド

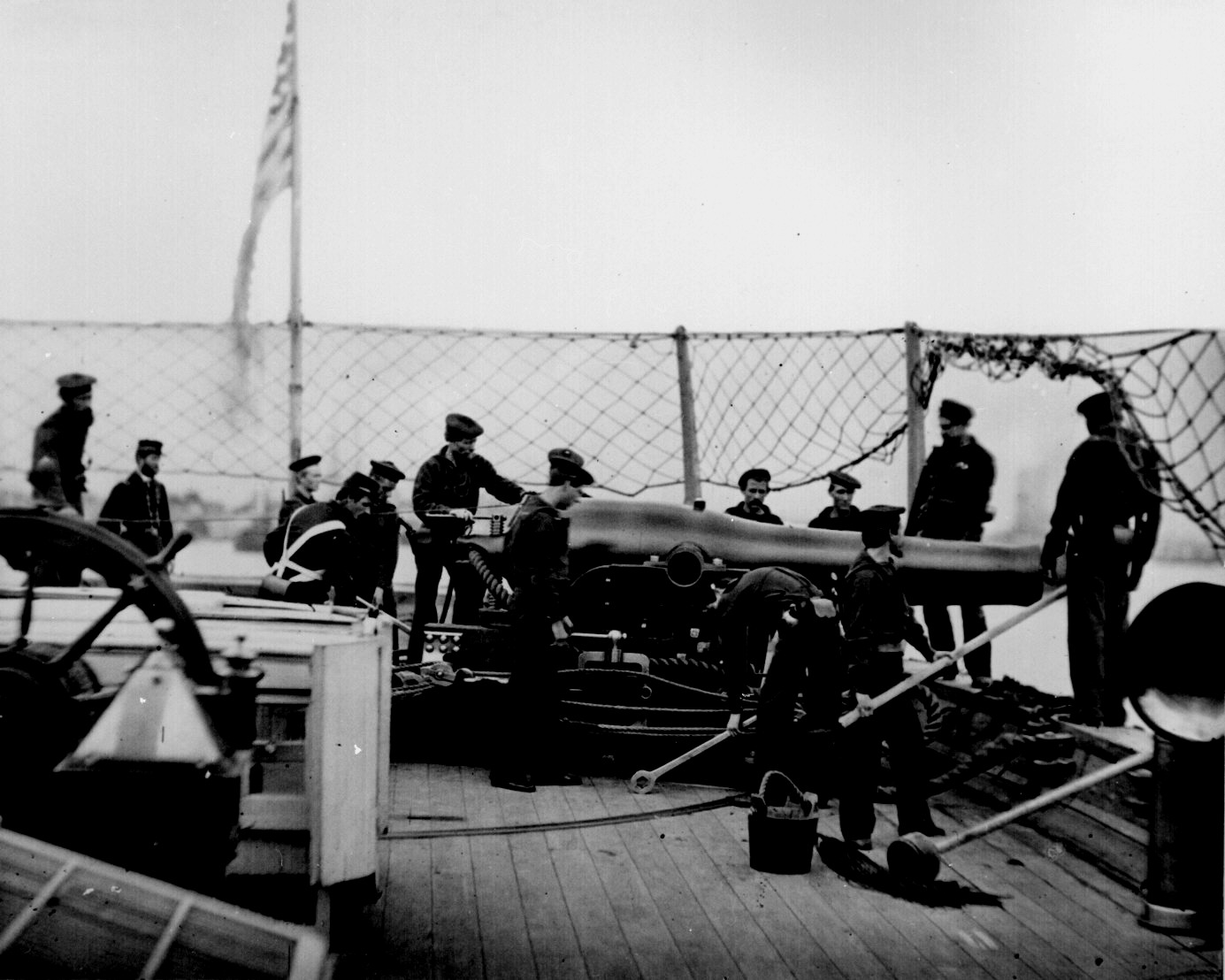
ダールグレン9インチ滑腔砲と乗組員、北軍砲艦の船尾で

ヘッドオブパッシーズ（幾つもの水路（パス）に分かれる根本の場所がヘッドオブパッシーズである）を占領している北軍戦隊の旗艦は、手強いUSSリッチモンドだった。この艦は、全装のスクリュー付きスループ、排水量2,700トン、舷側にダールグレン9インチ滑腔砲7門と船尾に施条砲1門を搭載していた。さらにヘッドオブパッシーズの灯台傍に停泊した後で、舷側砲の1つを船首に移していた。良く訓練された水兵260名が乗艦しており、モスキート艦隊のどの艦と比べても大変な相手だった:38。ダールグレン砲は重さが9,020ポンド (4,091 kg)、長さは9フィート (2.7 m) あった。リッチモンドの舷側砲ならば、モスキート艦隊の全てを合わせたものよりも大きな火力を放つことができた。73.5ポンド炸裂弾で、綿花被覆の艦に大破壊を及ぼし、木や鉄の破片が炸裂することで、火災を起こすこともできた:204。リッチモンドを支援するのがUSSビンセンズとUSSプレブルだった。各艦には32ポンド滑腔砲をそれぞれ14門と16門搭載しており、帆以外に推進力の無いスループ・オブ・ウォーだった。ビンセンズは船首砲として9インチ滑腔砲も搭載していた。これは灯台の所にある海岸砲台に対抗する意図があった。スループ艦を支援するのがUSSウォーターウィッチであり、側輪蒸気駆動の砲艦、32ポンド滑腔砲1門と12ポンド施条榴弾砲1門を搭載していた。ウォーターウィッチは風の按配が良くないときに帆船をけん引する能力があった。
この集中した火力を持つ戦隊の弱点は、艦隊指揮官でリッチモンド艦長のジョン・ポープ海軍大佐だった。10月9日に南軍のCSS アイビーと交戦して神経質になったポープは、マッキーンに宛てて次の様に報告していた。「私は次のように報告しなければならない。アイビーは今日の午後に下って来て、我が艦船を攻撃して来た。我が艦とプレブルに砲弾と炸裂弾を放ちながら、アイビーは我が軍艦船の完全な射程外に置いていた。その砲弾は我が艦の上を500ヤード (450 m) ほども飛び過ぎていったので、それは我々が敵の完全な餌食になることを意味していた。我が軍はいつでも追い出される可能性があり、我々の位置づけは耐えがたいものだった。僅か1門の大砲を搭載しているちっぽけな蒸気船に、いつでも捕まえられるところだった。」アイビーの施条砲はポープ戦隊の滑腔砲の威力を上回ったが、射程一杯に離れれば標的に当たらなかった。ポープは戦士というよりも明らかに管理者に過ぎず、ホリンズの艦隊を偵察しただけで逃げ出す用意があった。哨戒艇、測距用ポストあるいは彩色標識ブイ、照明弾、あるいは火力の計画的集中というような選択肢はポープの場合には無かった。
ホリンズのモスキート艦隊は、その指揮官の冷酷な判断力という性格を反映して進行した。その作戦は押収したCSSマナサスを先導に使うことだった。その後ろを直ぐにCSSタスカローラ、マクレイ、アイビーが横に並んで進んだ。各砲艦は火船用筏を押しており、マナサスがUSSリッチモンドに衝突したという信号があれば、火を点けて押し出されるはずだった。火の点いた筏は互いに鎖で繋がれており、砲艦が北軍艦隊を取り囲むように離すことで、リッチモンドを破壊した後に砕けてしまうことになっていた。その過程でマナサスが焼けてしまうことになれば、それなりの価値があるとホリンズは考えた。ただしスティーブンソンやその仲間の投資家達はさらに苦い涙を流したことであろう。旗艦のカルフーンは後方に残り、CSSジャクソンとCSSピケンズが折あらば次の標的を求めていくことになっていた。
リッチモンドの上流200ヤード (180 m) に停泊していたプレブルが最初にマナサスを認めた。警告としてその索具に赤の信号灯を掲げ、砲撃を始めた。マナサスは喫水線上に僅か2.5フィート (75 cm) 装甲甲板が出ているだけであり、その32ポンド砲の砲弾はプレブルを飛び越えて当たらなかった。マナサスは全速で進み、その機関はその火室に最も着火しやすい物質を送り、その煙突から出る黒煙と火花の濃い雲の中で前方に傾いた。リッチモンドは石炭運搬スクーナーのジョセフ・H・トゥーンをその左舷に係留しており、東岸の南西パスの頭にある灯台の近くにいた。マナサスはリッチモンドの左舷、船首よりすぐ後ろに掠めるように衝突し、ジョセフ・H・トゥーンとリッチモンドの間に割り込むようになった。マナサスの勢いでジョセフ・H・トゥーンをリッチモンドから引き離した。マナサスはそのままリッチモンドの船尾を通り過ぎた。その衝撃でマナサスの2つある機関の1つが壊れ、推進力を失った。リッチモンドから離れると緩り上流側に戻り始めた。

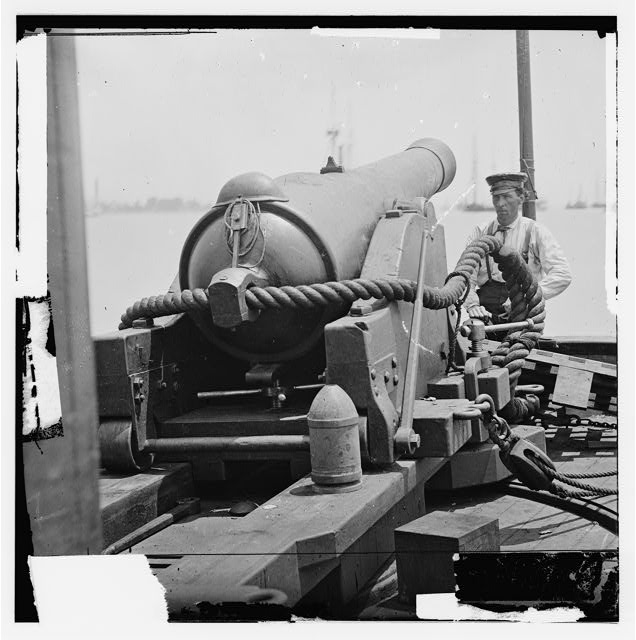
6.4インチ施条砲、CSSアイビー 船首の大砲に使われた。大砲の右後ろにある100ポンド円錐形砲弾に注意。この大砲はポープの艦隊の大砲全ての射程を上回った

火船用筏を離す信号としてロケット弾3発が放たれた。これらロケット弾の最初のものはしくじってマナサスの中に戻ってきて、乗組員を一時恐怖に陥れた。ロケット弾を回収して再度信号として打ち上げられ、火船用筏を前進させた。北軍戦隊の艦船は全てこの筏に警告を受けて、錨の索をほどき、南西パスにそって下流に動いた。そうしながらもマナサスを砲撃していた。それら砲弾の1つがマナサスの煙突の1つに入った。そこは丸みを帯びた装甲甲板より上に出ている唯一脆弱な場所だった。乗組員が損傷を受けた煙突を切り離している間に煙で充満されたマナサスは、ヘッドオブパッシーズ西岸の泥に座礁した。北軍戦隊は南西に向かい、その後を南軍の砲艦が追跡した。火船用筏はマナサスよりも南、南西パスの西岸で座礁した。南軍の砲艦は北軍との間に筏を置いて、その炎から逃れ、北軍戦隊を砲撃した。北軍戦隊は急速に川下に移動し、日の出時にはプレブル以外の艦船が全て河口の砂州に座礁していた。
リッチモンドは河口中央の砂州に舷側が座礁した状態で、モスキート艦隊に発砲した。モスキート艦隊は上流に動いてリッチモンドの滑腔砲の射程外に出て、その長射程施条砲で反撃した。その発砲した砲弾の量にも拘わらず、ほとんど当たらなかった。南軍の艦船は1発も砲弾を受けなかった。リッチモンドは2発を被弾した。1発は主甲板上のボートの1つに当たり、もう1発は砲口を抜けて船殻の中に入った。午前10時、ホリンズ准将は、モスキート艦隊の石炭と弾薬が不足して来たと判断し、上流のジャクソン砦に後退するよう命じた。マナサスは曳船で砦まで戻された。
この砲撃戦の最終段階で、北軍戦隊に誤った信号が揚げられることがあった。ビンセンズのハンディ艦長が、リッチモンドは砂州から外に「脱出している」という信号を読み誤った。ハンディは機関士にビンセンズの弾薬庫に導火線をセットして火を点け、吹き飛ばすように命じ、その後に乗組員に船を放棄するよう命じ、リッチモンドに移った。リッチモンドのポープ艦長は、自分よりも臆病で恐慌に陥っている士官というありえない光景に対面することになった。北軍にとって幸運だったのは、ビンセンズの機関士が命令されたように火薬庫に導火線をセットして火を点けたが、直ぐに燃えている導火線の端を切って海に投げ捨てたことだった。よって爆発は起こらなかったので、ハンディと乗組員は、嫌気が指してきたポープ艦長の命令で自艦に戻ることになった。

## 戦いの後
ホリンズはニューオーリンズに戻って英雄の扱いを受けた。モスキート艦隊の功績について過大な証言がニューオーリンズやその他東部のアメリカ連合国都市の新聞に掲載された。北軍戦隊の方が明らかに戦力が上回っていたので、その成果を妬ましいものにまでした。北軍封鎖戦隊を潰走させたこと以外、特に得たものは無かった。北軍戦隊が南西パス灯台の所に提案していた岸の砲台のために残されていた木材を陽気に燃やしたこと以外では、捨てられたカットラスで一杯のカッターと乗組員のいないジョセフ・H・トゥーンを捕獲したことが成果だった。スクーナーのジョセフ・H・トゥーンには石炭が15トン残っていたが、元はと言えば北軍戦隊の戦利品であり、古い水漏れのある船に過ぎなかった。この戦闘で最も損傷が大きかった艦船はマナサスであり、その原因は敵の砲火よりもリッチモンドに衝角攻撃を行ったことだった。リッチモンドに与えた損傷は喫水線下の船殻にかなりの水漏れを生じさせたことだったが、リッチモンドを沈めることも、航行不能にすることもできなかった。
マナサスは期待外れであることが分かった。勇気ある乗組員が乗ってはいたが、速度が鈍く、操船が難しく、その衝角で決定的な行動に持ち込むほど強くはないことが分かった。リッチモンドは1回の突撃で潰れず、北軍戦隊ではマナサスを1回限りの武器として完全に無効にする方法が進行中だった。その心理的な衝撃は大きく、川の戦闘以上に尾を引いた。10月14日、ポープは艦隊司令のマッキーンに宛てて次の様に書き送った。「誰もがあの悪魔のような衝角を大いに恐れている。夜の間は上流に警備用のボートを置いている。」このような心配は「衝角フィーバー」と呼ばれるようになった。翻って、モスキート艦隊の砲艦は北軍戦隊を完全に出し抜くようになったが、損傷を与えるにはあまりに小さすぎた。
北軍海軍の指揮層はこの当惑させられる挫折を悔しがった。河口の封鎖を指揮していた艦隊司令のマッキーンは、「...私が事実を知れば知るほどみっともなく見えて来ると言わざるを得ないのが残念だ。」と言っていた。アメリカ合衆国海軍長官ギデオン・ウェルズはこの事件を「ポープのラン」と呼んでいた。この戦闘から月日が経過して、デイビッド・ディクソン・ポーター提督は「この件には如何なる光を当てようとも、アメリカ海軍に起こった最も不合理な出来事だ」と語っていた。そのような怒りはあったが、損傷は直ぐに修繕された。10月17日、USSサウスカロライナとビンセンズが、疫病神のCSSアイビー追跡のために派遣された。アイビーは別の蒸気船と合流しており、両艦とも南西パスからヘッドオブパッシーズに向かっていたが、その射程に近づくことが出来ないために、追跡は中止された。リッチモンドは一時的な修繕のためにフロリダ州キーウェストに派遣された。ポープ艦長は健康上の理由で辞職を申し出て、承認された。ハンディ艦長は最初の連絡船で東部に派遣された。西メキシコ湾封鎖戦隊が海軍将官のデヴィッド・ファラガットの下に編制され、さらに大きな勢力でミシシッピ川デルタに送られた。この反撃でジャクソン砦・セントフィリップ砦の戦いが起きた。